# 普里斯特湖
53°36′48″N 10°52′55″E / 53.61322°N 10.88207°E

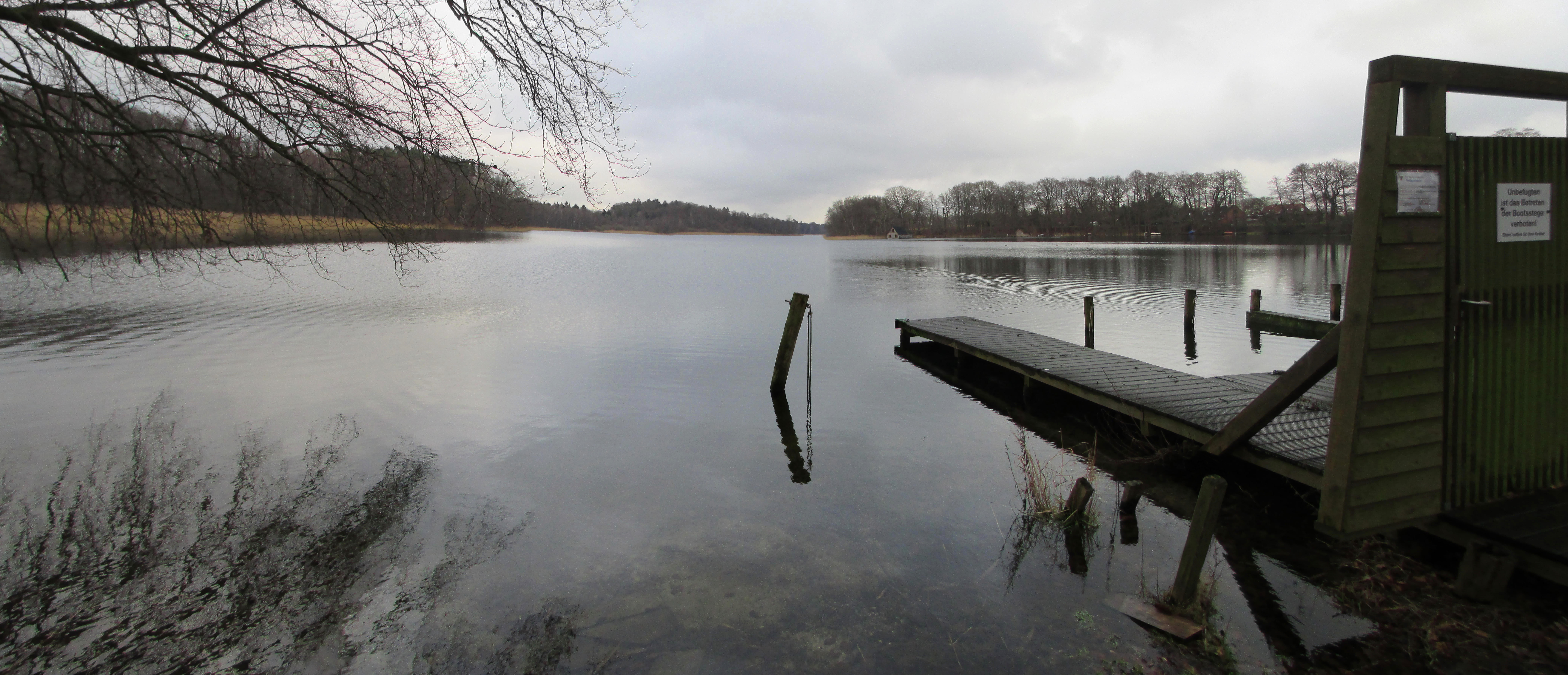

普里斯特湖（德語：Priestersee），是德國的湖泊，位於該國北部石勒蘇益格-荷爾斯泰因州，由勞恩堡縣負責管轄，面積0.15平方公里，湖岸線長度1.7公里，平均水深6.4米，最大水深10.1米，水體容量94萬立方米。